# 苏姆巴尔
苏姆巴尔（Sumbal），是印度查谟-克什米尔邦Baramula县的一个城镇。总人口10737（2001年）。

## 人口
该地2001年总人口10737人，其中男性5522人，女性5215人；0—6岁人口1379人，其中男627人，女752人；识字率28.87%，其中男性为39.26%，女性为17.87%。